# Superplume

Struttura dei superplume ricavata da indagini condotte con la tomografia sismica.

I superplume o super-pennacchi del mantello (in lingua inglese indicati anche più estesamente come "Large low-shear-velocity provinces" cioè grandi province a bassa velocità di taglio, e abbreviati in LLSVP) sono strutture caratteristiche delle parti più interne del mantello terrestre (la regione che contorna il nucleo esterno).
Queste province sono caratterizzate da basse velocità di taglio e sono state scoperte attraverso la tomografia sismica delle porzioni profonde della Terra.
Ci sono due province principali: la LLSVP africana e la LLSVP del Pacifico; entrambe si estendono lateralmente per migliaia di chilometri e probabilmente fino a un migliaio di chilometri in verticale a partire dalla discontinuità di Gutenberg, al confine tra nucleo e mantello.
La LLSVP del Pacifico si estende per circa 3.000 km e si innalza di 300 m rispetto al livello del fondale oceanico; è situata al di sopra di quattro punti caldi, il che suggerisce la presenza di pennacchi del mantello multipli sottostanti.
Queste zone rappresentano circa l'8% del volume del mantello (6% della Terra).